# Kinzigtalsperre
Die zwischen 1976 und 1979 erbaute Kinzigtalsperre staut die hessische Kinzig zwischen Bad Soden-Salmünster und Steinau beim Ort Ahl. Sie dient dem Hochwasserschutz, der Niedrigwasseraufhöhung und der Stromerzeugung. Das Einzugsgebiet der Talsperre umfasst 231 Quadratkilometer.

## Beschreibung

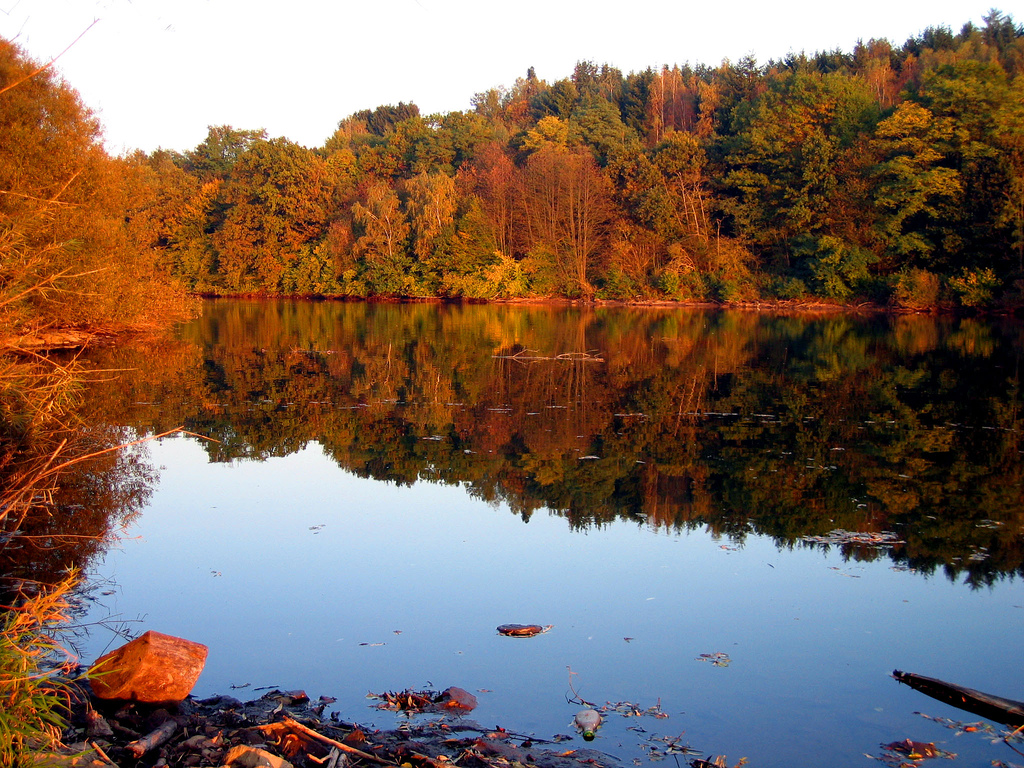
Herbst an der Kinzigtalsperre

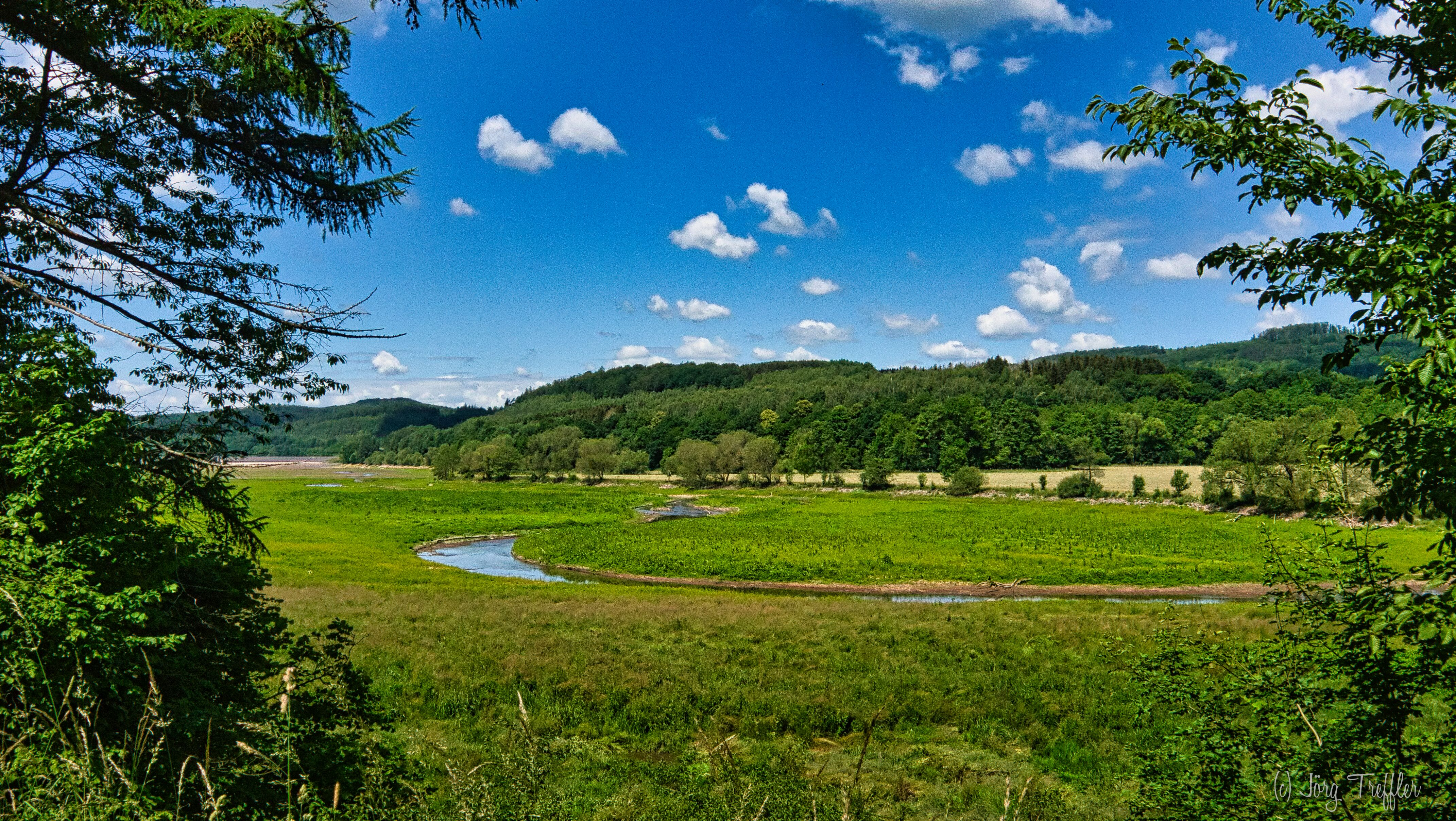
Kinzigtalsperre bei abgelassenem Wasser während der Sicherheitsüberprüfung 2022

Der Staudamm hat eine Höhe von 14 m und eine Kronenlänge von 550 m. Er ist als Erddamm mit einer Asphaltbeton-Außendichtung konstruiert. Die höchste gemessene Wassertiefe beträgt 12 m, im Sommer jedoch nur durchschnittlich 7,50 m, im Winter durchschnittlich 5,50 m. Die aufgestaute Wasserfläche beträgt maximal 125 ha bei einer Seelänge von 3,6 km. Die Kinzigtalsperre fasst hierbei bis zu 7,2 Millionen Kubikmeter Wasser.
Erforderlich sind die Hochwasserschutzmaßnahmen vor allem wegen der hohen Niederschlagsabflüsse und den Schneeschmelzen im nordwestlich gelegenen Vogelsberg. Von hier können über Wasserläufe wie die Salz, die Bracht und den Reichenbach in kurzer Zeit enorme Wassermassen in die Kinzig einströmen.
Hochwasserentlastungsanlage, Grundablass und Betriebswasserentnahme sind in einem zentralen Betonbauwerk in Dammmitte zusammengefasst.
Wie bei allen Talsperren, so ist auch hier die Hochwasserentlastung so bemessen, dass es auch bei einem Hochwasser, das sich im Durchschnitt einmal in 1000 Jahren ereignet, nicht zu einer Überströmung des Staudammes kommen würde. Die Anlage besteht aus drei Wehrfeldern mit drei Stahlstauklappen, Steuerkanzel, Betriebsgebäude, Turbine, Grundablass, Fischpass, sowie ein Ein- und Auslaufpasswerk. Die Nennleistung der Turbine beträgt 315 kW.
Für Naturliebhaber gibt es einen 6,5 km langen Rundweg um den Stausee. Durch eine Unterführung erreicht man das Restaurant „Rimbach-Farm“. Von Mai bis September haben ein Kiosk und Tretbootverleih geöffnet. An seinem nördlichen Ufer verläuft der Hessische Radfernweg R3 (Rhein-Main-Kinzig-Radweg). Er führt unter dem Motto Auf den Spuren des Spätlesereiters entlang von Rhein, Main und Kinzig über Fulda nach Tann in der Rhön.
Im September 2021 wurde der Lern- und Erlebnispfad „Ardeas Seenwelt“ eröffnet, der an 16 Stationen rund um den See verschiedene Lernelemente, aber auch Spielgeräte und Sitzgelegenheiten bietet.
Die Talsperre wurde von August bis November 2002 entleert und einer Sicherheitsprüfung unterzogen. 2014 wurde die Asphaltdecke am Damm teilerneuert.  Eine größere Sanierung erfolgte von September 2022 bis Jahresende 2023.